# Bledius opaculus
Bledius opaculus är en skalbaggsart som beskrevs av Leconte 1863. Bledius opaculus ingår i släktet Bledius och familjen kortvingar. Inga underarter finns listade i Catalogue of Life.